# Kaleje (województwo wielkopolskie)
Kaleje – wieś w Polsce położona w województwie wielkopolskim, w powiecie śremskim, w gminie Śrem. W latach 1975–1998 miejscowość administracyjnie należała do województwa poznańskiego.
Wieś położona 7 km na północ od Śremu przy drodze powiatowej nr 2480 z Czmonia do Dąbrowy. We wsi znajduje się odwiert. Od wieków wchodziła w skład majątków klucza mechlińskiego. Zabytkiem znajdującym się w gminnej ewidencji zabytków jest zespół folwarczny. Świątkami przydrożnymi jest figura Matki Boskiej Niepokalanie Poczętej z 1945 oraz dwa krzyże przydrożne.

## Demografia
Liczba mieszkańców miejscowości w poszczególnych latach:
| Rok  | Ilość mieszkańców |
| ---- | ----------------- |
| 1998 | 198               |
| 2002 | 174               |
| 2009 | 180               |
| 2011 | 182               |
| 2021 | 175               |

## Urodzeni w Kalejach
- Józef Krzymiński – polski lekarz, działacz społeczny i polityczny.